# Арефьев, Максим Денисович
Максим Денисович Арефьев (род. 11 июня 2003, Орск, Оренбургская область) — российский хоккеист, вратарь системы клуба «Ак Барс», выступающего в КХЛ.

## Биография
Начинал заниматься хоккеем в орском «Южном Урале». В 2017 году перешёл в казанский «Ак Барс». Сезон-2020/21 провёл в казанской «Стреле». В сезоне-2021/22 дебютировал в МХЛ, отыграв на правах аренды в команде «Сахалинские акулы» Южно-Сахалинск. С сезона-2023/24 — игрок команды ВХЛ «Барс». В сезоне-2023/24 также 14 матчей в МХЛ за «Ирбис». Во второй половине ноября 2024 года дебютировал в КХЛ, проведя за «Ак Барс» три матча. Первый матч провёл 23 ноября, в гостевой игре против «Северстали» (5:7) заменив на 46-й минуте Глеба Носова при счёте 4:6. На 55-й минуте «Ак Барс» забил гол. Через две минуты Арефьев был заменён на полевого игрока, но через 11 секунд «Северсталь» забила гол. 25 ноября Арефьев провёл полный матч против ЦСКА (2:1), отразив 38 бросков. Через два дня сыграл матч против «Сочи» (3:2 ОТ). Был признан лучшим новичком 13-й недели КХЛ.